# Piers Beirne
Piers Beirne (* 1949) ist ein US-amerikanischer Kriminologe und emeritierter Professor für Soziologie und Rechtsstudien an der University of Southern Maine. Er erwarb seinen B.A. in Soziologie von der University of Essex und seinen Ph.D. in Soziologie von der University of Durham.
Neben Forschungen zur Geschichte der Kriminologie wurde er vor allem auch durch Beiträge zu einer „Green Criminology“ bekannt.

## Schriften (Auswahl)
- The Origins and Growth of Criminology. Essays in Intellectual History 1760–1945. Aldershot 1994.
- (Mit Nigel South), Issues in Green Criminology: Confronting Harms Against Environments, Humanity and Other Animals, Cullompton, Devon [u. a.] 2007.
- (Mit James W. Messerschmidt), Criminology: a Sociological Approach, New York [u. a.] :Oxford University Press 2011.
- (Mit Ian O’Donnell and Janine Janssen), Murdering Animals: Theriocide, Homicide and Nonspeciesist Criminology  London: Palgrave Macmillan 2018.